# Qualificazioni al campionato mondiale di calcio 2026 - UEFA - Fase a gironi, gruppo C

## Classifica
| Pos. | Squadra     | Pt | G | V | N | P | GF | GS | DR |
| ---- | ----------- | -- | - | - | - | - | -- | -- | -- |
| 1.   | Danimarca   | 0  | 0 | 0 | 0 | 0 | 0  | 0  | 0  |
| 2.   | Grecia      | 0  | 0 | 0 | 0 | 0 | 0  | 0  | 0  |
| 3.   | Scozia      | 0  | 0 | 0 | 0 | 0 | 0  | 0  | 0  |
| 4.   | Bielorussia | 0  | 0 | 0 | 0 | 0 | 0  | 0  | 0  |

## Risultati

### 1ª giornata
| Il Pireo 5 settembre 2025, ore 20:45 CEST | Grecia | – referto | Bielorussia | Stadio Geōrgios Karaiskakīs |

| Copenaghen 5 settembre 2025, ore 20:45 CEST | Danimarca | – referto | Scozia | Stadio Parken |

### 2ª giornata
| 8 settembre 2025, ore 20:45 CEST | Bielorussia | – referto | Scozia | (0 spett.) |

| Il Pireo 8 settembre 2025, ore 20:45 CEST | Grecia | – referto | Danimarca | Stadio Geōrgios Karaiskakīs |

### 3ª giornata
| 9 ottobre 2025, ore 20:45 CEST | Bielorussia | – referto | Danimarca | (0 spett.) |

| 9 ottobre 2025, ore 20:45 CEST | Scozia | – referto | Grecia |  |

### 4ª giornata
| 12 ottobre 2025, ore 18:00 CEST | Scozia | – referto | Bielorussia |  |

| 12 ottobre 2025, ore 20:45 CEST | Danimarca | – referto | Grecia |  |

### 5ª giornata
| 15 novembre 2025, ore 20:45 CET | Grecia | – referto | Scozia |  |

| 15 novembre 2025, ore 20:45 CET | Danimarca | – referto | Bielorussia |  |

### 6ª giornata
| 18 novembre 2025, ore 20:45 CET | Bielorussia | – referto | Grecia | (0 spett.) |

| 18 novembre 2025, ore 20:45 CET | Scozia | – referto | Danimarca |  |